# Пирвомай (Благоєвградська область)
Пирвома́й (болг. Първомай) — село в Благоєвградській області Болгарії. Входить до складу общини Петрич.

## Населення
За даними перепису населення 2011 року у селі проживали 3428 осіб.
Національний склад населення села:
| Національність   | Кількість осіб | Відсоток |
| ---------------- | -------------- | -------- |
| болгари          | 2973           | 99,8%    |
| цигани           | 0              | 0%       |
| інша             | 6              | 0,2%     |
| Всього відповіли | 2980           |          |

Розподіл населення за віком у 2011 році:
Динаміка населення: